# Jozef Frederik Willem van Hohenzollern-Hechingen
Jozef Frederik Willem van Hohenzollern-Hechingen (Bayreuth, 12 november 1717 - Hechingen, 9 april 1798) was van 1750 tot aan zijn dood vorst van Hohenzollern-Hechingen. Hij behoorde tot het huis Hohenzollern.

## Levensloop
Jozef Frederik Willem was de zoon van prins Herman Frederik van Hohenzollern-Hechingen, die bovendien keizerlijk veldmaarschalk was, en diens tweede echtgenote Josepha, dochter van graaf Franz Albrecht von Oettingen zu Spielberg. Hij werkte als officier in keizerlijke dienst en volgde in 1750 zijn kinderloze neef Frederik Lodewijk op als vorst van Hohenzollern-Hechingen.
Jozef was een enthousiaste jager en reiziger. In 1764 ontmoette hij tijdens een verblijf in Bad Wildbad Friedrich Wilhelm von Steuben, die tijdens de Zevenjarige Oorlog als stafkapitein in dienst was van het Pruisische leger. Vervolgens was von Steuben van 1764 tot 1776 in dienst van Jozef hofmaarschalk, waarna die als algemeen inspecteur en organisator van het United States Army opperbevelhebber George Washington bijstond in de Amerikaanse Onafhankelijkheidsoorlog. 
Het was ook onder de invloed van Steuben dat Jozef een besparingspolitiek begon te voeren in Hohenzollern-Hechingen. Zo had hij in 1772 het idee om zijn hofhouding te ontbinden en voortaan enkel incognito te reizen met zijn echtgenote en Steuben aan zijn zijde. Ook verbleef hij uitgebreide periodes in Straatsburg, Montpellier en Lyon, waar Jozef heel veel geld en tijd verspilde aan gezelschap, fijn dineren, gokken, theater, carnaval en jagen. Jozef deed dit vele jaren lang, totdat zijn echtgenote en Steuben hem ervan konden overtuigen om te stoppen met deze maskerade, wat ten goede kwam van de besparingspolitiek in Hohenzollern-Hechingen.
Als vorst van Hohenzollern-Hechingen was Jozef een groot voorstander van de Verlichting: hij promootte de landbouw en hij voerde een leerplicht in. In 1775 stichtte hij een gymnasium, grotendeels gebaseerd op de Amerikaanse hogescholen, evenals een Latijnse school in het "Oude Kasteel". Ook verminderde hij de kerkelijke vakanties, ondanks het verzet van de bevolking, en stelde hij zich tolerant op tegenover protestanten en Joden. In 1764 liet Jozef de kapittelkerk van Hechingen bouwen, waarvoor hij de gerenommeerde Franse architect Pierre-Michel d'Ixnard inhuurde. 
Hoewel Jozef de intentie had om altijd een vriendelijke vaderfiguur te lijken tegenover zijn onderdanen, was hij meedogenloos in conflicten met zijn onderdanen en was hij altijd wantrouwig tegenover zijn potentiële erfopvolgers. In april 1798 stierf hij op 80-jarige leeftijd, na 48 jaar te regeren. Omdat hij geen mannelijke nakomelingen had, werd hij opgevolgd door zijn neef Herman Frederik Otto.

## Huwelijken en nakomelingen
Op 22 juni 1750 huwde Jozef Frederik Willem met Maria Theresia Folch de Cardona y Silva (1732-1750), dochter en erfopvolger van de graaf van Cardona. Na drie maanden huwelijk stierf zijn eerste echtgenote en erfde Jozef haar familiefortuin. 
Op 7 januari 1751 hertrouwde hij met gravin Maria Theresia van Waldburg-Zeil-Wurdbach (1732-1802). Ze kregen zes kinderen, van wie enkel hun jongste dochter de kindertijd overleefde:
- Meinhard Jozef Maria Frederik (1751-1752)
- Jozef Willem Frans (1752-1754)
- Maria Crescentia Josepha (1754-1754)
- Maria Theresia Josephina Carolina (1756-1756)
- Hiëronymus Jozef Karel (1758-1759)
- Maria Antonia Anna (1760-1797)